# Truus van de Waarsenburg
Truus van de Waarsenburg (Helmond, 31 januari 1943) is een Nederlands schrijfster.

## Biografie

### Jeugd en opleiding
Van de Waarsenburg werd geboren in Helmond. Als kind las ze al veel boekjes van An Rutgers van der Loeff. Na haar middelbare school volgde zij een opleiding tot onderwijzeres.

### Loopbaan
Van de Waarsenburg werkte na haar opleiding in het onderwijs. Hierna werd zij leidster van een peuterspeelzaal en ging vervolgens werken bij uitgeverij Malmberg. Ze schreef ook veel verhalen voor weekbladen als Okki, Taptoe en Praxis Bulletin. In 1985 debuteerde ze haar eerste kinderboek Nou ja, pech.

### Privé
Van de Waarsenburg is getrouwd en heeft 2 kinderen.